# Liljedahl Group
Liljedahl Group  är ett svenskt familjeägt företag med säte i Värnamo kommun. Det grundades 1982 som återförsäljaren Finnvedens Bil i Värnamo till Volvo AB. Från 2000 har verksamheten utvidgats med industriföretag, bland andra Hörle tråd 2000 och Elekrokoppar 2007. Liljedahl Group har sedan 2016 köpt aktieposter i Bufab, där det idag (2021) är huvudägare.
Liljedahl Group hade 2019 en omsättning på 12,5 miljarder kronor. Det största dotterföretaget är Elcowire Gruup med 7,8 miljarder i omsättning (2019). Elcowire levererar framför allt kopparvalstråd för kraftöverföring, bland annat kontakttråd för järnvägar. I gruppen ingår bland annat sedan 2007 AB Elektrokoppar i Helsingborg.

## Helägda dotterbolag
- Finnvedens Bil
- Finnvedens Lastbilar
- LMT Group (handelsföretag)
- Hörle Wire Group (ståltråd)
- Elcowire (tråd av koppar och aluminium)
- LWW (lindningstråd av koppar och aluminium)
- Liljedahl Group Fastigheter